# باري هندرسون
باري هندرسون (بالإنجليزية: Barry Henderson)‏ هو سياسي بريطاني، ولد في 29 أبريل 1936. في الانتخابات العامة في المملكة المتحدة فبراير 1974 ‏، انتخب عضو البرلمان السادس والأربعون للمملكة المتحدة عن دائرة Dunbartonshire East ‏ خلال فترته النيابية ‏ (28 فبراير 1974 – 20 سبتمبر 1974) وفي الانتخابات العامة للمملكة المتحدة 1979 ‏، انتخب عضو البرلمان الثامن والأربعون للمملكة المتحدة عن دائرة East Fife (UK Parliament constituency) ‏ خلال فترته النيابية ‏ (3 مايو 1979 – 13 مايو 1983) وفي الانتخابات العمومية للمملكة المتحدة 1983 ‏، انتخب عضو البرلمان التاسع والأربعون للمملكة المتحدة عن دائرة فايف الشمالية الشرقية خلال فترته النيابية ‏ (9 يونيو 1983 – 18 مايو 1987).